# Billy Bakker
Billy Bakker, född den 23 november 1988 i Amsterdam, Nederländerna, är en nederländsk landhockeyspelare.
Han tog OS-silver i herrarnas landhockeyturnering i samband med de olympiska landhockeytävlingarna 2012 i London.
Vid de olympiska landhockeytävlingarna 2016 i Rio de Janeiro slutade Bakker på en fjärde plats efter förlust mot Tyskland i bronsmatchen.